# Andrena fulvitarsis
Andrena fulvitarsis är en biart som beskrevs av Gaspard Auguste Brullé 1832. Andrena fulvitarsis ingår i släktet sandbin, och familjen grävbin. Inga underarter finns listade i Catalogue of Life.